# 5048 Moriarty
5048 Moriarty (1981 GC) là một tiểu hành tinh vành đai chính được phát hiện ngày 1 tháng 4 năm 1981 bởi E. Bowell ở Flagstaff.